# Helmut Gulich
Helmut Gulich (* 16. Januar 1961 in Kleinwallstadt) ist ein ehemaliger deutscher Fußballspieler.

## Karriere
Helmut Gulich spielte ab 1979 bei Eintracht Frankfurt. Sein Profidebüt gab er für die Eintracht am 18. September 1982 bei der 0:4-Auswärtsniederlage gegen den FC Bayern München. 1983 wechselte er zu Bayer 05 Uerdingen, wo er die beiden folgenden Saisons spielte. Zum Saisonende feierte Bayer den Gewinn des DFB-Pokals 1985. Gulich kam in dem Wettbewerb zu einem Einsatz, er stand im Aufgebot beim 6:1-Erstrundensieg gegen den VfB Oldenburg und erzielte das 5:1 und 6:1. Im Sommer 1985 wechselte Gulich zu Hannover 96, verletzte sich jedoch gleich in der Vorbereitung. Ohne ein weiteres Pflichtspiel zu bestreiten, musste er seine Profi-Karriere beenden und wurde Sportinvalide.